# フレデリック・チョー
フレデリック・チョー（Frédéric Chau、1977年6月6日 - ）は、フランスのコメディアン・俳優。ジャメル・コメディ・クラブに出演のち、人気コメディアンの仲間入りを果たし、『最高の花婿』の三女の婿役でフランスをはじめ世界中で知られる俳優となった。

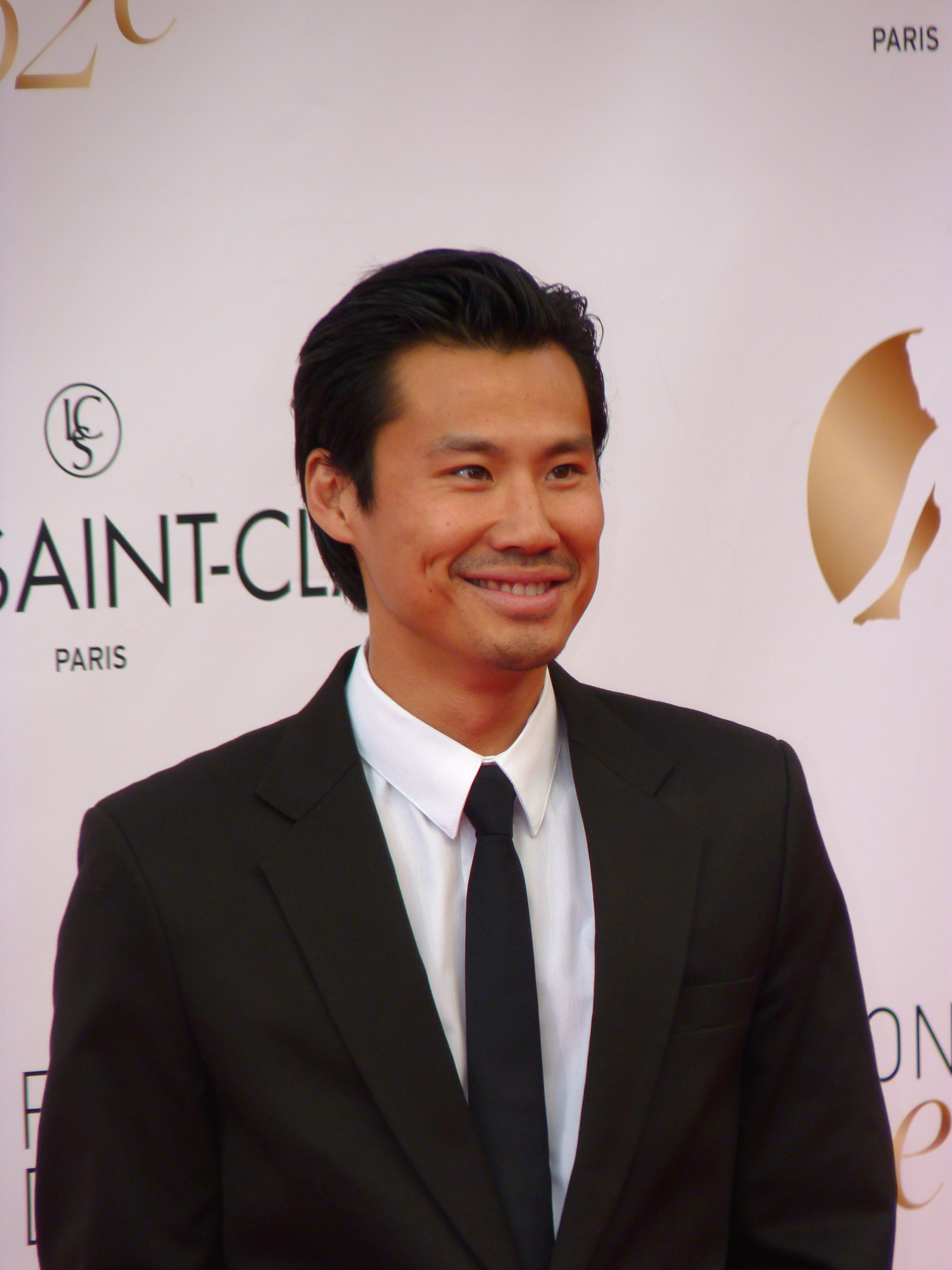
2012年のフレデリック・チョー

## 人物
1977年、ベトナム・ホーチミン市にカンボジア人の両親のもとに生まれる。生まれてわずか６ヶ月で、民間人を虐殺するクメール・ルージュから逃げるため、フランスへ移住。18歳で高校を卒業し、その後、電気通信の学士号を取得。
2014年『最高の花婿』出演で名が知れ渡り、同年『LUCY/ルーシー』に出演しハリウッドデビュー。
2018年、自身の生い立ちを映画化した「Made in China」で主演を務めた。2019年には『最高の花婿 アンコール』に出演。
2020年、『9人の翻訳家 囚われたベストセラー』に出演。

## 主な出演作品
- 最高の花婿 Qu'est-ce qu'on a fait au Bon Dieu ? (2014)
- LUCY/ルーシー Lucy (2014)
- 最高の花婿 アンコール Qu'est-ce qu'on a encore fait au Bon Dieu ? (2019)
- 9人の翻訳家 囚われたベストセラー Les traducteurs (2019)